# Universidad Austral de Chile
L'Universidad Austral de Chile (con acronimo UACh) è un'università privata tradizionale cilena a con sede situata a Valdivia. L'Universidad Austral de Chile è stata fondata nel 1954. L'Universidad Austral de Chile è una delle più antiche istituzioni universitarie di Cile.